# Sabine Reuter
Sabine Reuter (15 de agosto de 1956) es una deportista alemana que compitió para la RFA en remo. Ganó una medalla de plata en el Campeonato Mundial de Remo de 1978, en la prueba de cuatro scull con timonel.

## Palmarés internacional
| Campeonato Mundial | Campeonato Mundial        | Campeonato Mundial | Campeonato Mundial       |
| Año                | Lugar                     | Medalla            | Prueba                   |
| ------------------ | ------------------------- | ------------------ | ------------------------ |
| 1978               | Cambridge (Nueva Zelanda) | Medalla de plata   | Cuatro scull con timonel |